# 셸란섬
셸란섬(덴마크어: Sjælland, 영어: Zealand)은 덴마크에서 가장 큰 섬으로 면적 7,031 km2이다. 본토와 스웨덴 사이에 있으며, 수도 코펜하겐이 섬 동안(東岸)에 자리한다. 또한 인구 249만 1,090명(2012년 추정)이 살고 있어서 덴마크의 인구가 밀집하여 있는 섬이다.
서쪽으로 스토레벨트 해협을 건너 퓐섬까지 스토레벨트 다리가 놓여있고, 코펜하겐에서 외레순 해협을 건너 스웨덴 스코네로는 외레순 다리가 통한다.

## 같이 보기
- 뉴질랜드